# Опеньки (Ростовська область)
Опеньки (рос. Опенки) — селище в Пролетарському району Ростовської області Росії.

## Пам'ятники
У селищі знаходиться пам'ятник історії Великої Вітчизняної війни — Меморіальний комплекс на братській могилі з надгробними плитами та монументом із фігурою радянського воїна. На пам'ятнику викарбувано прізвища 677 загиблих воїнів.